# James P. Johnson

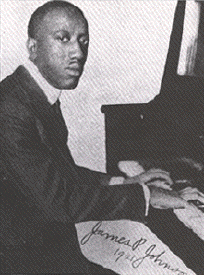
James P. Johnson am Klavier um 1921.

James Price Johnson, James P. Johnson oder Jimmy Johnson, (* 1. Februar 1894 in New Brunswick, New Jersey; † 17. November 1955 in New York, N.Y.) war ein US-amerikanischer Pianist und Komponist. Er gilt als „Vater des Stride-Pianos“ und hat in dieser Eigenschaft eine Reihe weiterer Jazzpianisten maßgeblich beeinflusst, darunter Fats Waller, Duke Ellington, Count Basie, Don Lambert und Thelonious Monk.

## Leben

### Kindheit
James P. Johnson wuchs als jüngstes von fünf Kindern auf. Prägende musikalische Eindrücke seiner Kindheit waren die von seinen Eltern veranstalteten Ring-Shouts, denen Johnson bis tief in die Nacht lauschte, und das Klavierspiel seiner Mutter, von der er sein erstes Klavierstück, „Little Brown Jug“, lernte. Als die Familie 1902 nach Jersey City zog und seine Mutter das Klavier verkaufen musste, um die Umzugskosten bezahlen zu können, trieb sich der junge James P. vor Bars und Kneipen herum, wo er den Ragtime-Pianisten, wegen ihrer Fähigkeiten im Umgang mit Klaviertasten und Frauen Tickler genannt, zuhörte und sich mit Gitarrespielen, Singen und Tanzen ein paar Münzen verdiente. In diese Zeit fällt auch sein erster, mit einem Quarter bezahlter Job als Pianist, den er in einem Bordell absolvierte, der aber laut Johnson nicht zählte. Außerdem machte Johnson über einen älteren Bruder die Bekanntschaft einiger Tickler, die auf dem Weg von Baltimore oder Alabama nach New York in Jersey City Station machten.
In Sinfoniekonzerten, die er ab 1905 in New York besuchte, schulte Johnson seine orchestralen Klangvorstellungen, während die klassisch-romantische Klaviermusik in den Cafés in Harlem ihm pianistische Virtuosität vermittelte. Er beschloss, als Tickler sein Leben zu bestreiten.

### Ragtime-Pianist
Etwa ab 1911 spielte Johnson in verschiedenen Cabarets und Clubs im Wechsel mit anderen Pianisten, von denen er sich viele zeitgenössische Spielmethoden, harmonische Progressionen, Improvisationsmuster, Melodiefiguren und persönliche Besonderheiten abhörte, anhand deren er fortan seinen persönlichen Stil auf der Grundlage des Eastern Ragtime stetig weiterentwickelte. Den eigentlichen Start seiner Karriere sah er selbst im Jahr 1913.
Hatte Johnson bis dahin viele aktuelle Hits des Tages in seinem Repertoire, begann er nun, seine ersten eigenen Ragtimes zu erarbeiten. Obwohl ein Verleger Interesse an Johnsons Musik bekundete, kam es in dieser Zeit nicht zu Veröffentlichungen, da Johnson noch keine Noten schreiben konnte und niemanden fand, der seine Stücke für ihn aufschrieb. Erst in den 40er Jahren wurden einige seiner Rags im Druck veröffentlicht, allerdings meist in verkürzter Form, zum Beispiel „Gut Stomp“: wahrscheinlich komponiert zwischen 1914 und 1917, danach die prototypische Notenpublikation 1940, bis hin zur improvisatorisch deutlich weiter entwickelten Version als Tonaufnahme (Blue Note 24-B, 17. November 1943). Von der Mutter eines Freundes ermuntert, ließ er sich von 1913 an von Bruto Giannini systematisch in Harmonielehre, Kontrapunkt und Klavierspiel unterweisen und dabei auch erstmals an die Bedeutung und Methodik des klassischen Klavier-Fingersatzes heranführen. Johnson setzte seine Streifzüge durch die Cabarets und Bars von Harlem fort, um anderen Pianisten zuzuhören, und machte dabei die Bekanntschaft der besten „Tickler“ New Yorks: Luckey Roberts, Eubie Blake und Willie The Lion Smith. Unter ihrem Einfluss eignete er sich die Fähigkeit an, in allen Tonarten mit der gleichen Leichtigkeit und Virtuosität zu spielen, ein besonders bei der Begleitung von Sängern gefragtes Können. Ab 1914 nahm auch die Komposition von Songs in Johnsons Leben einen breiteren Platz ein. Nachdem er inzwischen das Notenschreiben erlernt hatte, begann er für Musical Shows Songs beizusteuern. Mit diesen Grundlagen gehörte Johnson bald zu den besten Ragtime-Pianisten New Yorks.
In den folgenden Jahren erweiterte Johnson seine musikalischen Aktivitäten, nahm seine erste Klavierrolle auf (1917) und veröffentlichte erstmals eine Komposition. In der Zeit bis 1920 reiste Johnson in unterschiedliche Bundesstaaten und nahm dabei alle Gelegenheiten wahr, sich musikalisch weiterzubilden. 1920 machte er die Bekanntschaft von George Gershwin, der wie Johnson Klavierrollen aufnahm. In dieser Zeit avancierte er zum besten Pianisten New Yorks, der in dem Ruf stand, in cutting contests und auf Rent Parties unschlagbar zu sein und seine Position aktiv zu verteidigen.

### Stride-Piano
Das Jahr 1921 war für James P. Johnson von besonderer Bedeutung. Er nahm für QRS Klavierrollen auf, darunter sein Bravourstück „Carolina Shout“ (das er 1918 bereits einmal auf einer Rolle eingespielt hatte). Nach dieser Klavierrolle lernten sowohl Fats Waller als auch Duke Ellington das Initialstück des Harlem-Stride-Piano. Außerdem wurde in diesem Jahr die erste Schallplatte mit Johnson produziert („Harlem Strut“ auf dem Label Black Swan) und er lernte den 17-jährigen Thomas Waller kennen, den er, nach dem unerwarteten Tod von dessen Mutter Adeline († 1920) und nach dessen Hinauswurf durch Wallers sehr religiösen Vater Edward, familiär und musikalisch unter seine Fittiche nahm, und umfassend im klassisch fundierten Jazz-Klavierspiel unterwies.
In den 1920er Jahren war Johnson ein vielbeschäftigter Mann. Neben seinen Verpflichtungen für QRS war er in seiner Eigenschaft als musikalischer Direktor der Tournee-Revue Plantation Days 1923 in England, er nahm Schallplatten auf und schrieb die Musik zu zwei erfolgreichen Broadway Shows, 1923 Runnin' Wild (aus der die beiden Standards „Old Fashioned Love“ und „Charleston“ stammen) und 1928 „Keep Shufflin'“ (zusammen mit Fats Waller). Darüber hinaus komponierte er zahlreiche Songs, unter anderem den Klassiker „If I Could Be with You One Hour Tonight“. Außerdem wandte er sich der Komposition von Orchesterwerken zu, von denen „Yamekraw“ 1928 mit Fats Waller als Solist uraufgeführt wurde. Ab 1927 setzte Johnson verstärkt auf Schallplattenaufnahmen als Einkommensquelle. In diese Zeit fallen seine legendären Begleitungen von Sängerinnen wie Ethel Waters und Bessie Smith, der „Kaiserin des Blues“, insbesondere ihr „Backwater Blues“.

### Komponist
Anfang der 1930er Jahre hingegen konzentrierte Johnson sich auf den Broadway. Während „Sugar Hill“ wenig erfolgreich war, lief die Show „Harlem Hotcha“, bei der er mit Andy Razaf (Text) und Don Redman (musikalischer Direktor) kooperierte, wesentlich besser.
In der Weltwirtschaftskrise wurden Gelegenheiten für Plattenaufnahmen und damit die Einkünfte, die man als recording artist erzielen konnte, immer spärlicher. Johnson zog sich aus dem Nachtleben Harlems weitgehend zurück und beschäftigte sich erneut mit musiktheoretischen Inhalten sowie der Komposition umfangreicher Orchesterwerke. Während der Depressionszeit entstanden eine Symphonie, eine Suite und ein Klavierkonzert. In späteren Jahren kamen noch ein Ballett, eine Oper, Sonaten sowie eine Sinfonische Dichtung hinzu.

### Spätere Jahre

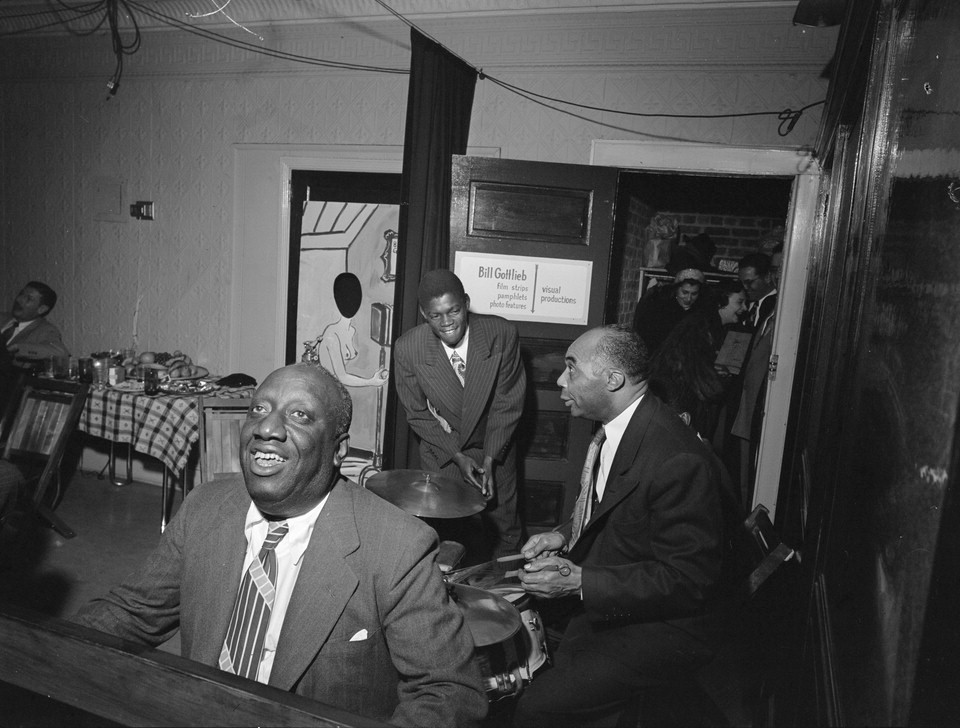
James P. Johnson, Fess Williams, Freddie Moore, Joe Thomas 1948.
Fotografie von William P. Gottlieb.

Mit dem neu erwachten Interesse an älteren Jazzstilen begann ab 1938 Johnsons zweite Karriere als Jazzpianist: Zunächst als Sideman in verschiedenen Bands tätig, war er in dem berühmten (mitgeschnittenen und wiederveröffentlichten) Carnegie-Hall-Konzert From Spirituals to Swing (Teil 2 folgte ein Jahr später) am 23. Dezember 1938 mit zwei Klaviersoli vertreten. Im direkten Anschluss daran entstand am 24. Dezember 1938 in den Havers Studios in New York ein Interview mit Alan Lomax für die Library of Congress, für das der ohnehin wenig gesprächige und allgemein eher bescheiden auftretende Johnson fälschlicherweise durch Lomax als „Blues-Sänger (sowie Pianist, Sprecher) aus Kansas City, Missouri“ registriert wurde. Hierzu spielte Johnson, zusätzlich zur Aufnahme eines biografischen Monologes mit dem Tonarchivtitel „Monologue on early life“ am Klavier, sowie gleichzeitig im Dialog mit Lomax, insgesamt sieben musikalische Titel für das Tonarchiv ein. Aus dieser archivarischen Auswahl wurde bislang nur der Einzeltitel „Pork And Beans“ (Komponist: Luckey Roberts) auf CD veröffentlicht (Document Records). Die anderen sechs Archiv-Titel sind „Stop It, Joe“, „Blues“, „The Bull Diker's Dream“, „Ethel Waters Blues“, „Low Down Blues“, sowie der durch Alan Lomax höchstwahrscheinlich irrtümlich als „Snowy Water Blues“ erfasste „Snowy Morning Blues“.
Obgleich James P. Johnson ab 1940 mit einer Reihe von Schlaganfällen zu kämpfen hatte, die ihn immer wieder zu längeren Ruhepausen zwangen, konnte er seine Aufnahmetätigkeit als Solist und Sideman in diversen Formationen bis 1949 fortsetzen. Der Tod seines Freundes Fats Waller 1943 hatte Johnson bereits in eine tiefe, persönliche Krise gestürzt, welche er mit der Aufnahme eines Memorial Albums mit Stücken Wallers zu überwinden suchte.
Die gesundheitlichen Probleme machten ihm zwar das Sprechen immer schwerer, sein Klavierspiel scheint jedoch weitgehend unbeeinflusst geblieben zu sein. 1951 beendete ein massiver Schlaganfall allerdings seine Karriere endgültig. Johnson, der die letzten Jahre seines Lebens gelähmt und pflegebedürftig war und 1954 einen vorzeitigen Nachruf in der Zeitschrift DownBeat erfuhr, starb im Queens Hospital in New York an den Folgen eines weiteren, seines achten Schlaganfalls. Lediglich 75 Personen gaben ihm das letzte Geleit.

## Stil
James P. Johnsons persönlicher Klavierstil basiert auf dem Eastern Ragtime und dessen individuellen Ausprägungen im Spiel einzelner Pianisten, deren bedeutendste Vertreter Eubie Blake und Luckey Roberts zu Johnsons engsten Freunden zählten. Zusammen mit Elementen aus verschiedenen Strömungen des Blues, der romantischen Klaviertradition (Virtuosität, vollgriffige Akkorde), Einflüssen aus der Orchestermusik (Mehrstimmigkeit in beiden Händen unter Einsatz einer differenzierten Anschlagskultur) und zahlreichen Elementen anderer Tickler formte Johnson daraus den Klavierstil, der als Harlem Stride Piano oder kurz Stride Piano bekannt geworden ist. Indem er ein Vokabular pianistischer Motive formulierte, die jeder Stride-Pianist beherrschte und in seine Improvisationen einbaute, nahm er in der Entwicklung des Jazz-Pianos eine Schlüsselposition ein. Johnsons eigener Stil ließ sich jedoch nicht auf typische Floskeln und Motive reduzieren (im Gegensatz etwa zu dem Stil Fats Wallers, der sich oft eines für ihn charakteristischen Vorrats an Motiven und Phrasen bedient).
Johnsons Stil war zeitlebens dem klassischen Stride-Piano verhaftet, bei dem die linke Hand den vom Ragtime übernommenen Rhythmus mit Einzeltönen, Oktaven oder Dezimen im tiefen Register auf den schweren Taktteilen (der eins und der drei) und Akkorden in der mittleren Lage auf den unbetonten Taktteilen (der zwei und der vier) spielt, während die rechte Hand die Melodie und oft genug auch weitere Stimmen sowie hochvirtuose Verzierungen (exemplarisch in „Crying for the Carolines“ aus dem Jahr 1930) spielt. Johnson selbst durchbricht insbesondere in der linken Hand gerne das typische Schema und variiert die Abfolge von eintaktigen zu zweitaktigen, im Schwerpunkt verschobene Einheiten. Auch entgeht er einer sich unter Umständen schnell einstellenden Monotonie im Spiel der linken Hand gelegentlich durch Chorusse mit halbtaktig andauernden, weit gegriffenen Akkorden an Stelle des Ragtime Rhythmus oder der Verlagerung der Melodiestimme in die linke Hand, zu der die rechte Hand dann die Harmonien spielt. Da Johnson ein immens kreativer Musiker war, finden sich darüber hinaus in seinem Stil nur wenig typische Elemente wie chromatische Durchgangstöne oder Oktavierungen bei der Wiederholung eines Formteils. Das wohl charakteristischste Element in Johnsons Spiel in der rechten Hand ist ein oft perkussiver Anschlag bei Akkorden, den Johnson einer ganzen Palette von differenzierten Anschlagstechniken gegenüberstellt. Der daraus resultierende Klang unterscheidet Johnson von den anderen Stride-Pianisten seiner Generation.
Johnson passte seinen Stil dem sich wandelnden Publikumsgeschmack an, ohne je seine Grundlagen aufzugeben. Die weitgriffigen und orchestralen Elemente seines Spiels traten in den dreißiger Jahren mehr und mehr in den Hintergrund und wurden teilweise durch stärker lineare Melodieführung, tonale Sparsamkeit und modernere Phrasierung ersetzt oder ergänzt, wodurch Johnson sich an die Entwicklungen der Swing-Ära annäherte. Sein Spiel nach 1945 wirkt dadurch teils etwas offener und eleganter als im Verlauf der 20er Jahre.

## Aufnahmen
James P. Johnsons Aufnahmekarriere begann 1917 mit den ersten Klavierrollen und erstreckte sich bis 1949, dem Jahr, in dem er seine letzten Schallplatten einspielte. Ab 1921 bespielte Johnson letztgenanntes Medium als Solist, Begleiter von Bluessängerinnen, Bandleader und als Sideman in den Formationen anderer Jazzmusiker. Seine hinterlassenen Tonkonserven dokumentieren seine Wurzeln im Eastern Ragtime (die ersten Klavierrollen) sowie seine Errungenschaften in der Stilbildung des Harlem Stride-Piano (die ersten Schallplatten), nicht jedoch den eigentlichen Veränderungsprozess vom Ragtime zum Stride zwischen 1918 und 1921, da aus dieser Zeit keine Aufnahmen von Johnson existieren. „Carolina Shout“ aus dem Jahr 1921 ist möglicherweise das erste aufgenommene Jazz-Klavier-Solo, die Platte kam im Januar 1922 in die Charts.
Die Schallplatten, die Johnson in den 1920er Jahren einspielte, geben einen guten Überblick über seine Fähigkeiten als Stride-Pianist, Blues-Pianist und -begleiter. Sie zeigen, dass Stride-Piano sowohl eine eigene Gattung als auch eine Spieltechnik war (und ist), da Johnson in seinen ab 1923 entstandenen Einspielungen von Blues-Titeln („Backwater Blues“, „Snowy Morning Blues“) und Schlagern („Crying for the Carolines“) Stride-Elemente verwendet, obwohl es sich nicht um Stride-Kompositionen handelt. Bis 1931 entstanden seine klassischen Solo-Aufnahmen, neben den bereits genannten Titeln sind dies „Keep off the Grass“ und „Harlem Strut“ (1921), „Riffs“, „Jingles“, „You've Got to Be Modernistic“ (1930). Zwei Klavierduette mit Clarence Williams von 1931 dokumentieren die Fähigkeit der Tickler, sich während des Klavierspielens zu unterhalten, auch wenn es sich hier um eine Form des Entertainments mit komischen Texten handelt.
Ab 1938 nahm Johnson wieder Schallplatten mit kleinen Combos auf. Zwischen 1940 und 1949 entstanden auch wieder zahlreiche Klaviersolo-Aufnahmen, darunter einige Remakes früherer Titel, die die Entwicklung seines Stils dokumentieren. Als Bandpianist kamen Johnson seine stilistischen und technischen Fähigkeiten zugute, wobei für ihn in einer Band nicht permanent die Notwendigkeit bestand, mit der linken Hand den Stride-Rhythmus zu spielen. Wenn kein Bass besetzt war (wie in den Aufnahmen von Perry Bradford’s Jazz Phools von 1925) konnte er die Rhythmusgruppe einer Band mit seiner linken Hand ersetzen, wenn aber eine komplette Rhythmusgruppe mitwirkte, konzentrierte sich Johnson auch gerne auf die rechte Hand (wie beispielhaft in seinem „Victory Stride“ von 1944). Aufnahmen, die Johnson unter seinem Namen eingespielt hat, sind auf dem Label Classics wiederveröffentlicht worden.

## Johnson als Komponist
James P. Johnson wollte als Komponist klassischer Werke in Erinnerung bleiben, der Jazz und Blues in größere klassisch-symphonische Formen integriert. Nach seinen Studien bei Giannini beschäftigte er sich in den 20er Jahren im Selbststudium mit spätromantischer Harmonielehre, Instrumentation, Kontrapunkt und Tonsatz. In den 1930er Jahren bemühte er sich um eine Vertiefung seiner musiktheoretischen und kompositionstechnischen Kenntnisse, wofür er sich zweimal (1937 und 1942) um Guggenheim Fellowships zur finanziellen Unterstützung und institutionellen Fundamentierung seiner Kompositionen bewarb, jedoch erfolglos blieb.
Johnson empfand nicht zuletzt auch wegen seiner Wurzeln im Jazz einen starken sozialen Unterschied zu anderen Künstlern der Harlem Renaissance. Daher bemühte er sich, etablierte Autoren wie Langston Hughes als Librettisten und Fürsprecher für seine Werke zu gewinnen, da er aufgrund seiner fehlenden akademischen Ausbildung wenige Kontakte zum „klassischen“ Musikbetrieb New Yorks hatte und daher auch wenig Unterstützung für seine Kompositionen erfuhr.
Seine 1927 entstandene Rhapsodie Yamekraw für Klavier und Orchester war das erste Werk, ihm folgten zwei Symphonien (Harlem Symphony 1932, Symphony in Brown 1935), ein Klavierkonzert (Jassamine Concerto, auch Klavierkonzert in As-Dur 1934), zwei Klaviersonaten, eine Oper De Organizer, sinfonische Dichtungen (insbesondere African Drums) sowie die American Symphonic Suite. Daneben hat Johnson noch eine Reihe kleinerer Werke komponiert.
Yamekraw wurde von Gershwins Rhapsody in Blue inspiriert und stellt Johnsons ersten Versuch dar, eine authentische, auf afrikanischen Traditionen basierende amerikanische Kunstmusik zu komponieren. In dieser Komposition finden sich Elemente des Jazz, des Ragtime, des Spirituals und des Blues als grundlegende Gestaltungselemente. Allerdings lässt sich Yamekraw als Ganzes keinem dieser Genres direkt zuordnen. Anstatt ein eigenes Thema zugrunde zu legen, entschied sich Johnson dazu, eine Melange aus verschiedenen Blues- und Spiritual-Themen zu verwenden, was dem Werk dann auch die Kritik einbrachte, populäre Melodien schlicht in eine klassisch-romantisch inspirierte Form zu zwängen, woraus eine sich wenig entwickelnde, kleingliedrige Struktur resultierte. Dennoch war Yamekraw sehr erfolgreich und erlebte bis in die 1940er Jahre hinein zahlreiche Aufführungen.
African Drums (auch einfach Drums betitelt) stellt einen weiteren Versuch dar, afro-amerikanische Musik zu komponieren. Johnson bedient sich hier wie auch im dritten Satz seiner Harlem Symphony, Baptist Mission, im Wesentlichen der Variationstechnik. Zwei zentralen Themen werden in sieben Variationen kontrapunktische Motive gegenübergestellt. Auch hier steht nicht das direkte Jazz-Zitat im Vordergrund, sondern die Verarbeitung rhythmisch-melodischer Elemente aus dem Ragtime und dem Stride-Piano, die kontrastierend immer wieder rein rhythmischen Abschnitten des Schlagwerks gegenübergestellt werden.
Während einige Werke Johnsons nur unvollständig überliefert und somit entweder gar nicht, oder nur unter sehr hohem, kontextualisierenden Aufwand für eine Publikation und für Aufführungen geeignet erscheinen, wurden lediglich einzelne Sätze aus umfangreicheren Werken bereits zu Johnsons Lebzeiten veröffentlicht. Vollständig erhalten sind die Harlem Symphony, das Klavierkonzert Jazz A Mine, ein einzelner Satz aus der American Symphonic Suite sowie African Drums. Diese Werke wurden durch die Dirigentin Marin Alsop mit dem Concordia Orchestra auf CD eingespielt, die Klavier-Soloparts spielte die Pianistin Leslie Stifelman.
Von Johnsons Orchesterwerken entstanden keine Aufnahmen, an denen er mitgewirkt hat. Lediglich von seiner (verschollenen) Fantasie Yamekraw, von dem Orchesterwerk Drums und von dem zweiten Satz seines Klavierkonzertes (als Blues for Jimmy) gibt es stark gekürzte Klavierversionen, die Johnson 1944/45 für das Label Asch aufgenommen hat.

## Bedeutung
Johnsons Bedeutung für die Entwicklung der Popularmusik lässt sich leicht an der Wirkung seines Stückes „Charleston“ ablesen, wird aber in der Literatur erst anfänglich gewürdigt. Seine Bedeutung als Jazzpianist ist häufig auf seine Funktion als „Vater des Stride-Piano“ reduziert. Das liegt zum einen daran, dass Johnson nie die große Popularität eines Fats Waller erlangt hat (von keinem Manager oder Verleger vertreten, blieb Johnson auf sich allein gestellt), zum anderen liegt es daran, dass seine musikalischen Aktivitäten so vielfältig waren, dass er sich nicht anhand einer einfach zu fassenden Kategorie vermarkten – und beurteilen – ließ.
Äußerungen von anderen Musikern zeigen jedoch, dass Johnson in Musikerkreisen eine enorme Reputation besaß und dass seine Tätigkeiten sehr wohl gewürdigt wurden. Duke Ellington äußerte sich bewundernd über Johnson und nannten ihn als maßgeblichen Einfluss und Inspirationsquelle:

“And how I learned it!. Yes, this was the most solid foundation for me.”

„Und wie ich es lernte! ... Ja, das war die solideste Grundlage für mich.“

“Those doors flew open. Lights switched on. Cupboards emptied, and everybody took a little taste. Then it was me, or maybe Fats, who sat down to warm up the piano. After that, James took over. Then you got real invention - magic, sheer magic.”

„Türen flogen auf. Lichter gingen an. Schränke wurden geleert und jeder genehmigte sich einen. Dann war ich es, oder Fats, der sich hinsetzte und das Klavier ein bisschen warmspielte. Anschließend übernahm James. Dann bekamst Du echte Eingebung – Magie, pure Magie.“

Johnsons Bedeutung als Komponist ernster Musik tritt hinter der als Jazz-Musiker zurück. Die Gründe dafür sind in der fehlenden Unterstützung sowohl für seine kompositorische Ausbildung als auch für die Aufführung seiner Werke durch namhafte Orchester und Dirigenten zu suchen. Insofern war das hinterlassene Œuvre zu wenig umfangreich und unvollständig und seine Bekanntheit als Komponist zu gering, als dass seine Werke eine größere Verbreitung hätten finden können. Marshall Stearns würdigte Johnsons Konzerte als ähnlich komplex und hinsichtlich ihrer rhythmischen Empfindlichkeit schwieriger zu spielen als die Mozarts und verweist darauf, dass im Grunde genommen nur Stride-Pianisten in der Lage seien, die rhythmischen Feinheiten adäquat wiederzugeben. Möglicherweise liegt auch hierin ein Grund für die geringe Verbreitung der Werke.

## Sammlung
- The Complete Edmond Hall, James P. Johnson, Sidney De Paris & Vic Dickenson Blue Note Sessions (Mosaic – 1985?) 6 LPs mit Ben Webster, Sidney De Paris, Jimmy Shirley, John Simmons, Sid Catlett, Edmond Hall, Vic Dickenson, Jimmy Shirley, Al Lucas, Arthur Trappier – weitere Details zu dieser Sammlung findet man bei Edmond Hall, Sidney De Paris und Vic Dickenson
- James P. Johnson Sessions (1921-1943) (Mosaic Records)